# 1282
Cette page concerne l'année 1282  du calendrier julien.
L'année 1282 est une année commune qui commence un jeudi.

## Événements
- 1er avril : mort d'Abaqa à Hamadan[1]. Début du règne de Tekudar, il-qan d’Iran (fin en 1284).
- 15 avril : les Templiers de Tortose obtiennent une trêve du sultan du Caire Qala'ûn[2]. Elle est rompue en 1290 par le massacre des marchands musulmans.

- Projet d’expédition autour de l’Afrique par les frères Ugolino et Vadino Vivaldi de Gênes[3].
- L’Ouïgour Sangha devient ministre des finances de Kubilai Khan après l’assassinat de Ahmed Benâketï (en). Il continue la politique inflationniste de son prédécesseur (fin en 1291)[4].
- Le roi de Samudra dans le nord de l'île indonésienne de Sumatra envoie en Chine deux émissaire portant des noms arabes[5].

### Europe
- 8 février[6] : reconstitution de la Ligue toscane (Florence, Prato, Pistoia, Lucques, Sienne).
- 30 mars (le lundi de Pâques[7]) : les Siciliens se révoltent contre les Français pendant les Vêpres siciliennes, encouragées par Pierre III d'Aragon et Michel VIII Paléologue. Les Français sont massacrés pendant un mois. Charles Ier d'Anjou est contraint d’abandonner la Sicile au profit de l’Aragon.
- 22 mars : Dafydd ap Gruffydd attaque le château de Hawarden, appartenant au roi Édouard Ier d'Angleterre et déclenche la conquête du Pays de Galles[8]. Son frère Llywelyn le Dernier sera tué en décembre et Dafydd ne pourra contenir les assauts d'Édouard.
- 3 avril[9] : Philippe III le Hardi achète le comté de Guînes qui échoit à la maison de Brienne.
- Avril[10] : Sanche, fils cadet d’Alphonse X de Castille fait déposer son père aux cortes de Valladolid et obtient la régence (fin en 1284).
- Mai[11] : début du second procès de canonisation de Louis IX (fin en 1297).
- 15 juin[12] : Création de la magistrature du Priorat à Florence.
- 16 juillet[13] : Charles Ier d'Anjou met le siège devant Messine révoltée[14].
- 29 juillet[15] : Charte accordé par Erik Glipping à l’assemblée de Nyborg (Danehof) sous la pression de la noblesse de Danemark.

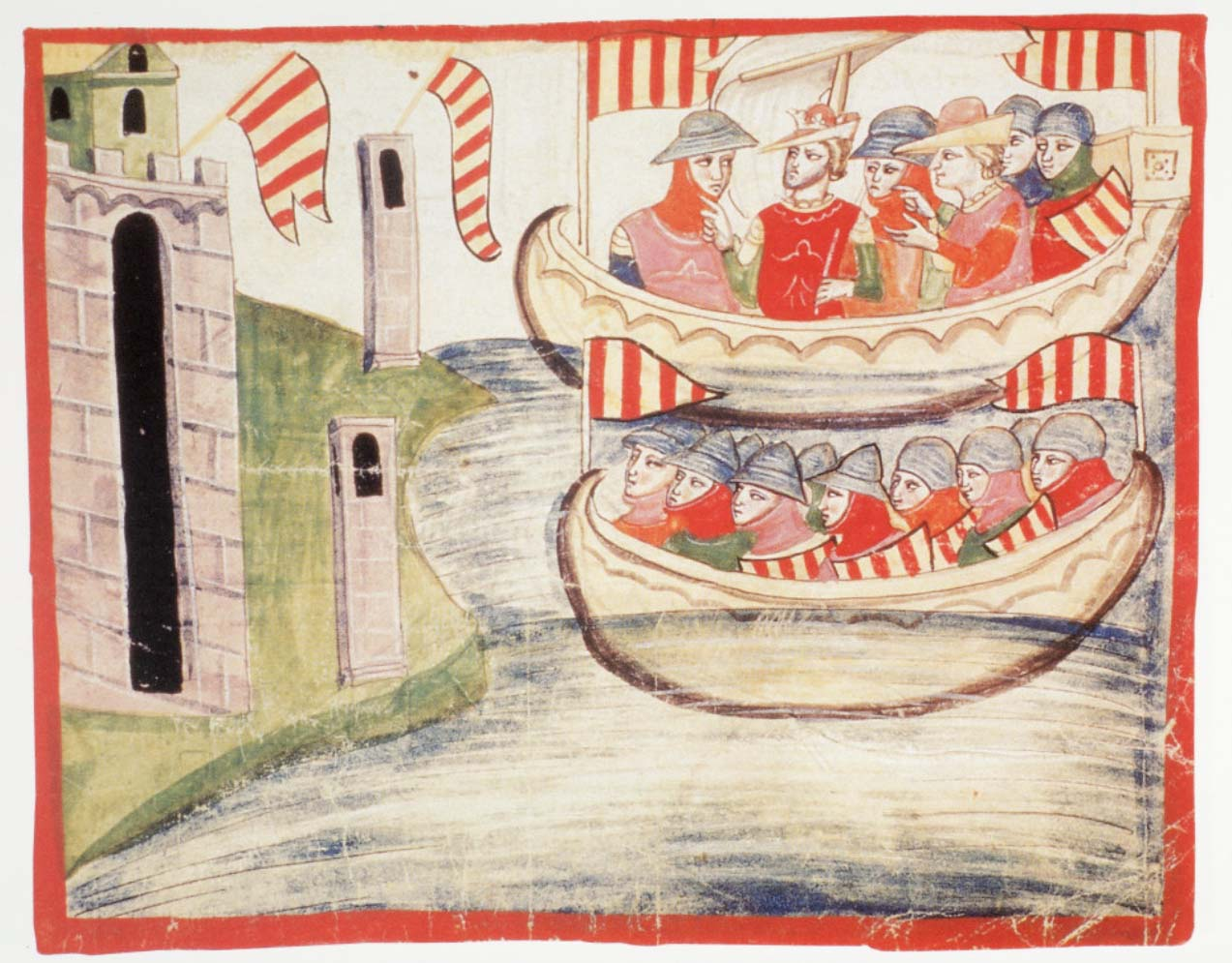
30 août : Pierre III d'Aragon débarque en Sicile. Miniature de la Cronica de Giovanni Villani, XIVe siècle

- 30 août : les armées du roi d'Aragon débarquent à Trapani[16] et occupent la Sicile.
- 4 septembre : Pierre III d'Aragon est proclamé roi de Sicile à Palerme[17]. Le séfarade Josef Ravaya (Jucef Ravaya), bayle de Valence, qui a financé la conquête, devient gouverneur de Sicile.
- 16 septembre[18] : l’ordonnance de Bergen stipule que les marchands étrangers qui n’auraient pas livré du blé, de l’orge et du malt ne pourraient pas effectuer en Norvège des achats en hiver (8 septembre-3 mai) ni de parcourir les campagnes pour acquérir du beurre, des peaux ou du bétail sur pied. Les Hanséates refusent de s’incliner. À l’instigation de Lübeck, la ligue des villes Wendes interdit le commerce avec la Norvège (hiver 1283-1284).
- 27 septembre : Roger de Loria lève le siège de Messine. La flotte de Charles d'Anjou est détruite et les Français doivent renoncer à la Sicile au profit de l'Aragon[19].
- 18 novembre : Pierre III d'Aragon est excommunié par le pape Martin IV[20].
- 11 décembre : début du règne de Andronic II Paléologue, empereur byzantin (jusqu'en 1328). Il dénonce l’union avec Rome.
- 27 décembre : au Reichstag d’Augsbourg, les duchés de Styrie, Carinthie, Carniole et Frioul sont remis à l’Autriche et constituent les « possessions héréditaires des Habsbourg »[21]. Rodolphe Ier de Habsbourg inféode l’Autriche et la Styrie à ses fils Albert (époux d'Élisabeth, fille de Meinhard II, comte de Tyrol) et Rodolphe. Vienne devient la résidence de Rodolphe Ier.

- Assemblée de Dezevo. Début du règne d'Étienne Miloutine (Stéfan Milûtine), roi de Serbie, après l'abdication de son frère Étienne Dragutin (jusqu'en 1321). Il reprend une partie de la Macédoine à Byzance (Siège et prise de Skopje en 1282[22]).